# Luis Alberto Senatore
Luis Alberto Senatore Camerota (8 de diciembre de 1950) es un docente, investigador y político uruguayo.
Ejerce la docencia en la Facultad de Ciencias Sociales.
En las elecciones de 1984 que marcaron el retorno a la democracia, Senatore integró la Lista 99 encabezada por el Dr. Hugo Batalla; resultó electo al Senado, ocupando el escaño durante el periodo 1985-1990. Entre otras actividades parlamentarias, Senatore integró la comisión senatorial encargada de investigar la misteriosa muerte durante la dictadura de Cecilia Fontana de Heber, madre del político Luis Alberto Heber.

## Selección de publicaciones
- 1986: Bases de nuestro tiempo, tomo 11: Comparación entre capitalismo y socialismo (con Álvaro Rico)